# Clemens IV
Clemens IV (latin den milde), född Guido Le Gros 23 november 1195 i Saint-Gilles-du-Gard vid Rhône, död 29 november 1268 i Viterbo, var påve från den 5 februari 1265 till sin död.

## Biografi
Guido Faucoi le Gros föddes i Saint-Gilles-du-Gard i en adlig släkt som son till riddaren Foulquois. Efter moderns död inträdde fadern i kartusianorden. Guido själv levde ett världsligt liv, gifte sig, och svingade svärdet och spiran. Sedan studerade han juridik för Durandus, och skaffade sig ett landsvitt rykte som advokat. Ludvig IX av Frankrike gjorde honom till sin rådgivare. Så avled Guido Faucoi le Gros hustru varmed han blev ensamstående med två döttrar. Han gick då i faderns fotspår och prästvigdes.
I Kyrkan gjorde han hastig karriär, och blev 1257 biskop av Puy, 1259 ärkebiskop av Narbonne och 1261 kardinalbiskop av Sabina. Han befann sig på resa när han mottog nyheten att påven avlidit och att han skulle snabbt infinna sig i Perugia. Där hade redan konklaven fattat sitt beslut; när han kom fram fick han veta att han blivit enhälligt vald till påve. Kardinalkollegiet hade efter fyra månader kommit fram till att det var mest taktiskt med en fransman, som därtill var adlig, på Heliga stolen. Han kröntes den 22 februari 1265 i Viterbo och antog namnet Clemens IV för att hedra det helgon som firades på hans födelsedag. 
Till skillnad från flera av sina företrädare var han negativt inställd till att styra påvedömet med hjälp av nepotism. Av den anledningen förbjöd han släktingar att inträda i kurian eller från att söka upp honom för att gynna sig själva. Friare som anhöll om hans döttrars händer fick veta att de var döttrar till Guido Faucoi le Gros och inte till påve Clemens IV; båda döttrarna vigde sig för övrigt till nunnor. 
I sin politik fullföljde han Innocentius IV:s syften med målet att förinta Hohenstauferna, som då leddes av Manfred av Sicilien. Över den unge Konradin slungade Clemens 1267 en bannbulla. Under Clemens pontifikat hade italienarna svårigheter med saracenerna, som troligen Fredrik II planterat i Italien, och som utgjorde stommen i Manfreds arméer. 
Clemens belönade den 26 februari 1265 Karl I av Anjou, bror till kung Ludvig IX av Frankrike, med Sicilien. Karl var en strategiskt viktig allierad i kampen mot Hohenstauferna; Manfred slogs ner 1266 vid slaget vid Benevento. Efter slaget vid Tagliocozzo den 23 augusti 1268 avrättades Konradin i Neapel, vilket markerar Hohenstaufernas undergång, och inledde den så kallade sicilianska vespern.  
Clemens residerade hela sitt pontifikat i Viterbo, och hade vid sin död aldrig besökt Rom. Han begravdes i dominikanordens kyrka i Viterbo.